# ニュータウン (ティペラリー県オウニー・アンド・アラ)
ニュータウン（Newtown：アイルランド語: An Baile Nua）は、アイルランドのティペラリー県にある小集落（ハムレット）。地区幹線道路R494号線に面し、ニナの西7 km (4.3 mi)に位置している。また、当地はオウニー・アンド・アラの男爵領（バロニー）に属している。また、カトリック教会の教区であるキラルー教区の下に置かれたユガラーラ (Youghalarra) 小教区に属している。

## スポーツ
- バージェスGAA（英語版）は、当地のゲーリック体育協会のクラブである。